# Rolland Hénault
Pour les articles homonymes, voir Hénault.
Rolland Hénault est un romancier, poète et essayiste libertaire français né à Saint-Valentin (Indre) le 25 mai 1940 et mort le 5 avril 2017.

## Biographie
À partir de 1958, il entre à l’Éducation Nationale. Après un Diplôme d'études supérieures en Lettres modernes (thèse : « L’homme moyen devant la société moderne »), en 1961, il devient professeur de français au collège « les Capucins », au lycée Pierre et Marie Curie puis au lycée Blaise-Pascal, à Châteauroux. Chargé de Cours à l’Université d'Orléans, il est également enseignant, à partir de 1981, dans plusieurs établissements pénitentiaires : Maison centrale de Saint-Maur, puis et en même temps, Maison d'arrêt des Hauts-de-Seine. 
De cette expérience, il tirera l'ouvrage Non! qui dénonce l'existence même des lieux de privation de liberté et pour lequel il recevra le Grand Prix Ni dieu ni maître, décerné par les éditions Libertaires.
Son livre Raymonde Vincent, catholique et libertaire, reçu le prix de la ville de Châteauroux en 2007.

## Journaliste et écrivain
Rolland Hénault est surtout connu pour ses pamphlets. Il fonde en 1975 le mensuel satirique Le Provisoire qui dès l'année suivante se voit infliger un procès par le ministre des Armées. Néanmoins ce quotidien est soutenu par quelques personnalités dont l'historien Pierre Vidal-Naquet. Il tient une rubrique hebdomadaire (le vendredi) dans le quotidien communiste L'Écho du Centre jusqu'en juin 2011.
Il participe à de nombreuses revues libertaires : Le Libertaire, Le Monde libertaire, L’Union pacifiste, L’École émancipée, La Révolution prolétarienne.

## Œuvres
Liste non exhaustive
- Partition pour deux brouettes, 1973.
- Le Berrichon sans peine, 1978
- Pas de gargaillous pour la Mélie, 1979
- Ah! les Misérables !, 1981.
- Halte là ! les Ayatolls sont là !, 1980.
- Y a plus de cons, 1987.
- Les murs de la déraison, 1994.
- Éloge du Plouc, 1995
- Marcel Lemoine ou la guillotine à 20 ans, 220 p., Association Histoire, Devoir de Mémoire, Déols, 1996
- Voulez-vous valser grand-mère, 1998
- Reuilly ou les saveurs de la Terre, 1999
- 2001, Odyssée de l'espèce, 2001
- Trente chefs-d'œuvre simplifiés, 2002
- L'autre Gateaud, 2002
- Le bonheur de Saint-Valentin, 2003
- Flâneries espiègles en Région Centre, 2003
- La Marodiable. Deux pastiches sinon Rien, 2004
- Les mots pour le dire, 2004
- Le blues d'Eugène, 2005
- La chèvre de M. Seguin dans ses 38 versions inédites, 2006
- Raymonde Vincent, chrétienne et libertaire, 2006, (BNF 40172700).
- NON - construire des prisons pour enrayer la délinquance, c’est comme construire des cimetières pour enrayer l’épidémie, 2006, présentation éditeur.
- On les aura, 2006, présentation éditeur.
- Manuel pratique de conversation, 2008.
- Œuvres inédites ou presque, Éditions de l’Impossible, 2018.